# Instagrammuseum

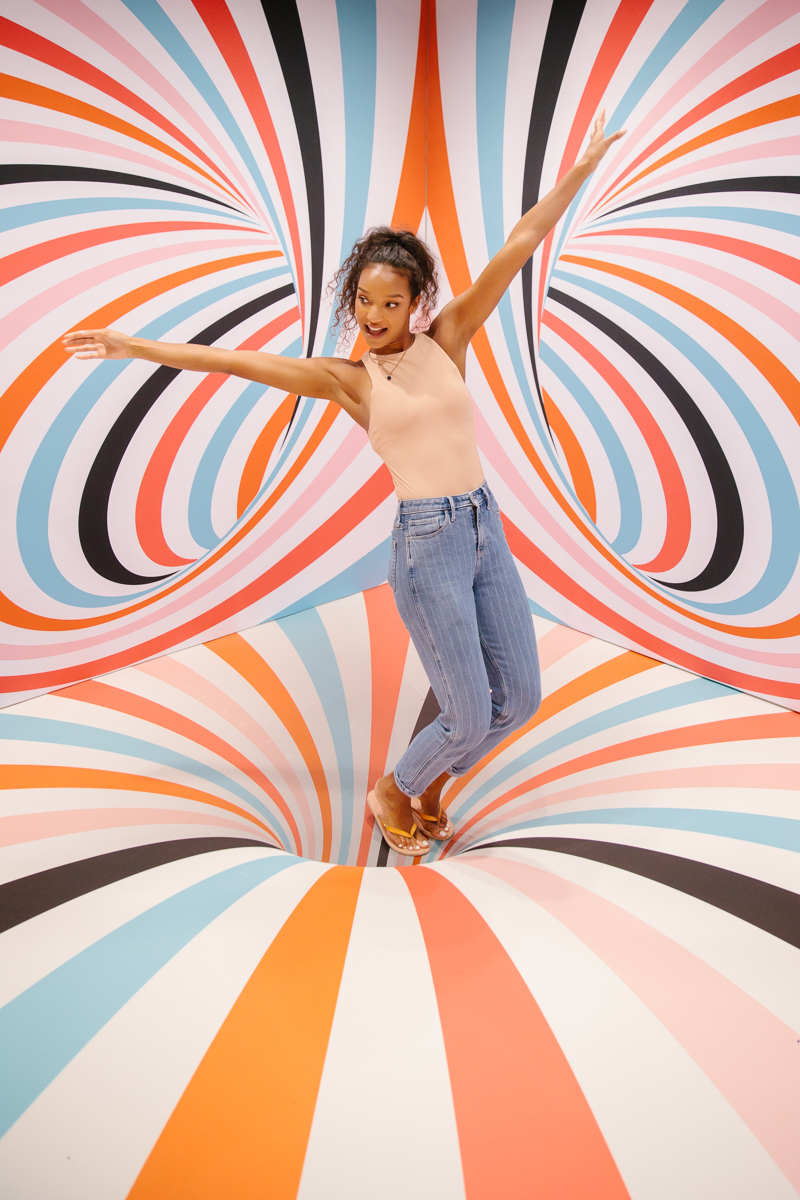
Illusionaire val in Smile Safari in Brussel

Een Instagrammuseum, ook wel Insta- of selfiemuseum genoemd, is een plek die is ingericht om bezoekers te laten poseren met een diversiteit aan achtergronden voor ludieke foto's, met name selfies, die op sociale media, zoals Instagram, gebruikt kunnen worden. De Instagrammuseum onderscheidt zich van conventionele musea door het centraal stellen van de bezoekers en niet de tentoongestelde objecten. Het wordt dan ook wel eens meer als een 'experience' dan als een museum gepresenteerd.
Decors variëren in thema en sfeer en bevatten veelal pop-upobjecten, vaak met opgeblazen afmetingen. Er wordt ingespeeld op de zintuigen van de bezoekers, waarbij optische illusies vaak een grote rol spelen.
Omdat het videofilmen met het opkomen van de TikTokgeneratie steeds populairder is, worden ook opstellingen geschikt gemaakt voor korte filmpjes. Daarom kan er ook wel gesproken worden van Instagram- en TikTokmusea.

De opkomst van het Instagrammuseum heeft een grote impact op de museumwereld. Het publiek benadert musea anno 2016 anders dan in het pre-digitale tijdperk en de museumwereld speelt daar op in:
De boodschap in het predigitale fotografietijdperk was: Dit is wat ik zie. Ik heb het gezien. Heden is de boodschap: ik was daar. Ik kwam, ik zag en ik selfiede.— Jia Jia Fei gedurende een TED talk (vertaald, 2016)

## Concept

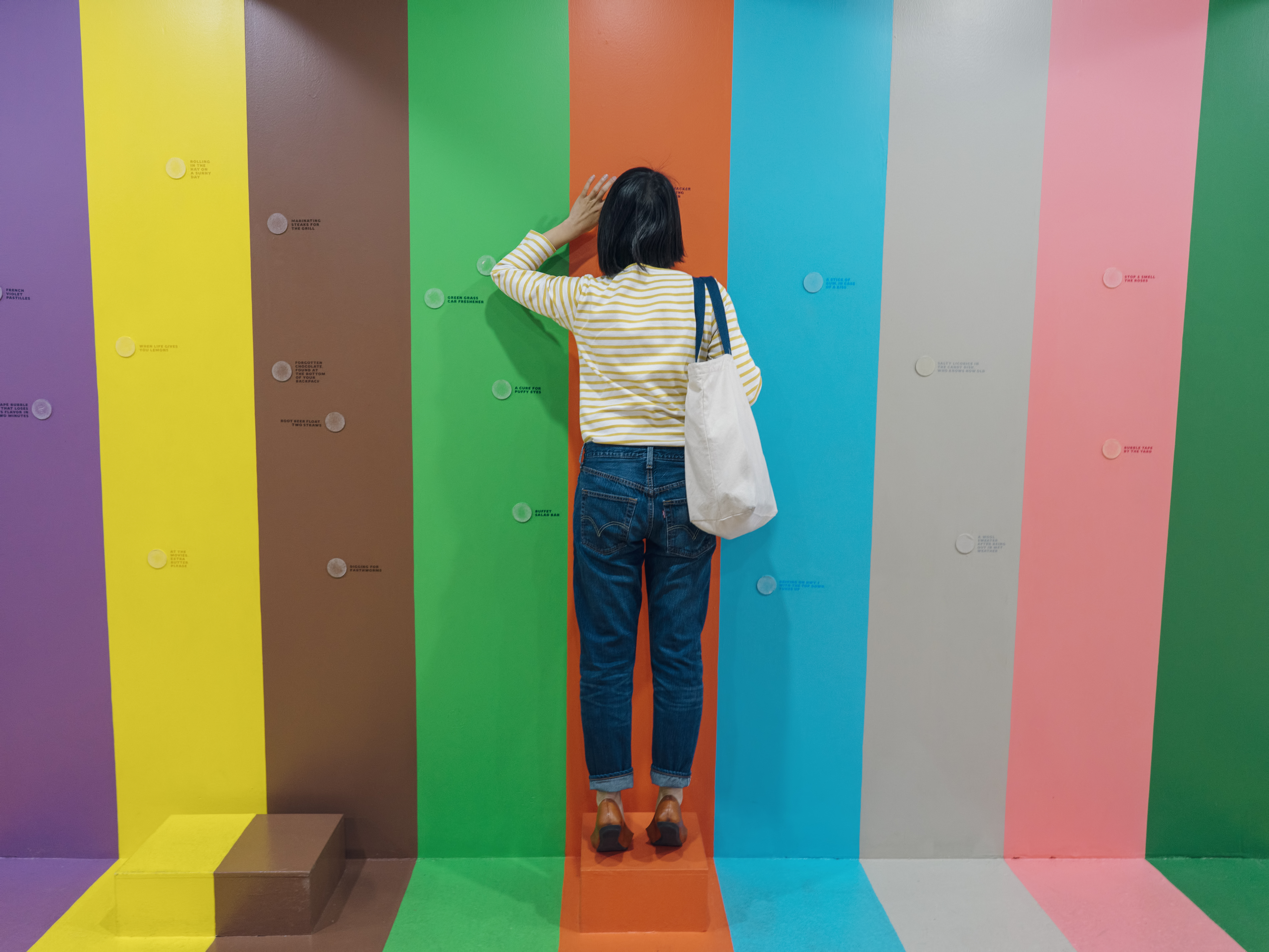
Een krab-en-ruikmuur in de Color Factory in San Francisco

De doelgroep van de Instagrammuseum kan losjes beschreven worden als de Instagram-generatie, dat de millennials en generatie Z bevat. Zij zoeken de 'experience', een sensatie van lol hebben in een omgeving waar zijzelf centraal staan en foto's gemaakt kunnen worden om later op sociale media te delen: "Hier kijk je geen kunst, hier ben je de kunst". Het motto is met name in Wondr "Please do touch", in plaats van de gebruikelijke "Do not touch" in gewone musea.
Een Instagrammuseum werkt vaak samen met kunstenaars en influencers voor het ontwerp van de ruimtes en de pop-upkunstinstallaties daarin. Er wordt uitgebreid gevarieerd met thema's (voedsel, dieren, etc), sfeer en kleuren. Tevens wordt er ingespeeld op de zintuigen van de bezoekers. Dit genereert de experience waarin de bezoeker zich kan laten onderdompelen, selfies maken en zich laten fotograferen. Om te voorkomen dat de bezoekers almaar op hun telefoon zitten en dus "niet in het moment" kunnen zitten, zijn in sommige musea de ruimtes uitgerust met camera's die de gewenste foto's in alle mogelijke poses kunnen maken. De bezoeker krijgt deze foto's na het bezoek per email toegestuurd. De foto's worden door de bezoekers vooral gebruikt voor de sociale media, hetgeen ten goede komt aan online esthetica en in real life consumptie. Sommige musea proberen hierbij tevens maatschappelijke zaken aan te kaarten. Zo wordt in The Upside Down middels een spiegeldoolhof met haatreacties de impact van online pesten en bodyshaming geduid, en wordt er middels een kinderkamer aandacht gevraagd voor 'vergeten kinderen' waarmee stichting Het Vergeten Kind wordt gesteund. Middels een fotogenieke trouwkapel voor homokoppels en een reuzenvagina wijst Youseum op de negatieve kanten van sociale media, zoals homofobie en misogynie. Voorts worden er feminisme, lgbt-rechten en de plasticsoep aangesneden.

## Geschiedenis

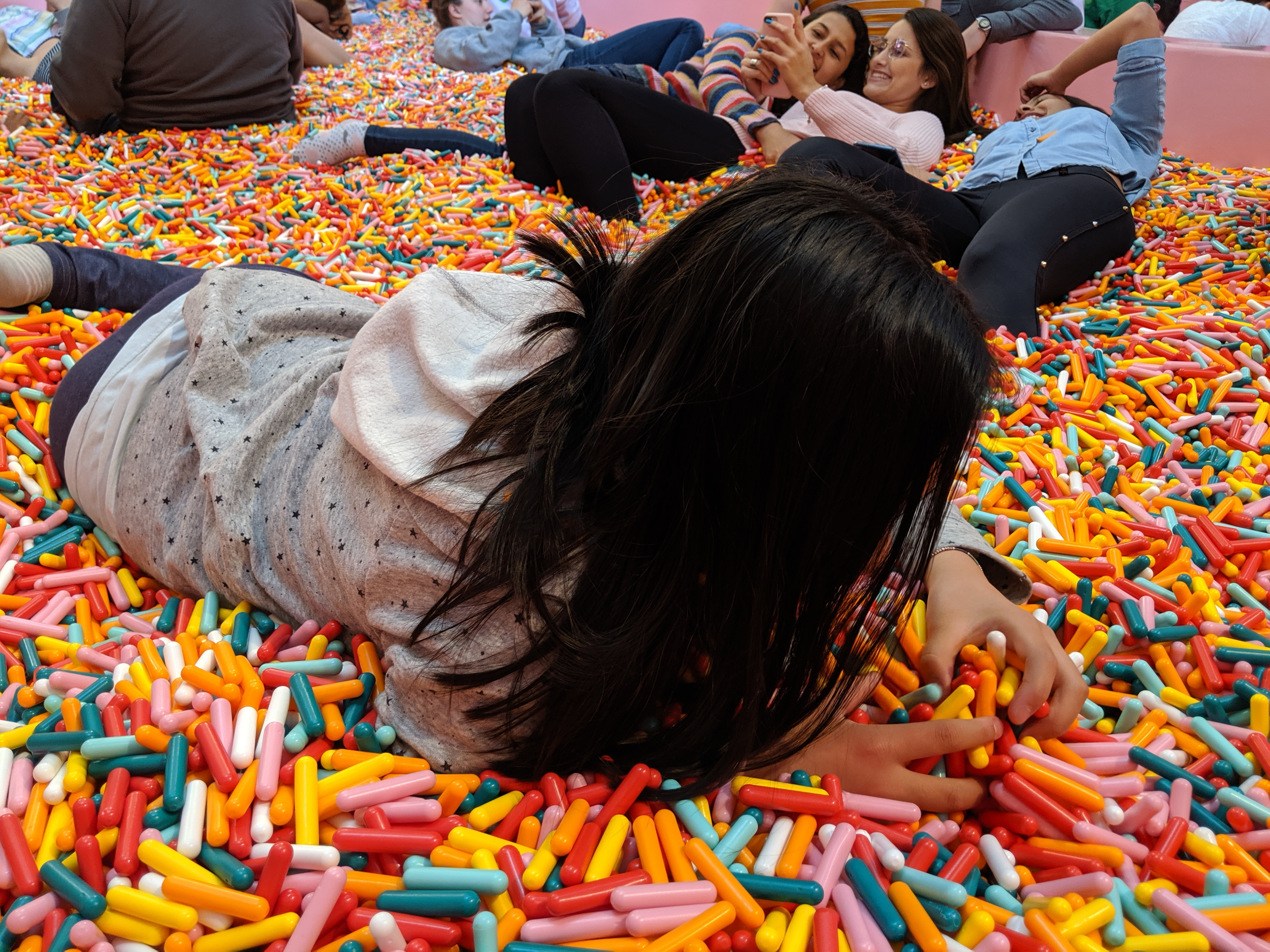
Bezoekers poseren in een hagelslagbad in het Museum of Ice Cream in San Francisco

### Geboorte van het Instagrammuseum
Kunstenaars, merken en influencers hebben door hun zoektocht naar de perfecte foto een verhoogde aandacht in de omgeving gecreëerd, zodat een plek waar men selfies kan maken in kant-en-klare decors onvermijdelijk lijkt te zijn geworden. De selfie-cultuur begon op het internet en spreidde uit naar de natuur, restaurants en de moderne kunst-wereld.
Het concept 'Instagrammuseum' werd onvermoed in 2015 in New York geboren met de opening van het Museum of Ice Cream, wat feitelijk een tijdelijke pop-uptentoonstelling was om een merk voor snoepgoed aan de man te brengen. Het concept waarin bezoekers in een variëteit aan kleurrijke decors gedompeld werden, en ze door een bad van opgeblazen hagelslag konden waden, kreeg in een sneltreinvaart gevolg. Het eerste (permanente) Instagrammuseum in de VS werd in de herfst van 2019 geopend. Dit fenomeen spreidde zich in de Verenigde Staten met popup-musea in de vrijwel alle grote steden aldaar. Anno 2022 zijn tientallen musea met een vergelijkbaar concept wereldwijd te vinden.

### Overgang naar Europa
Naar aanleiding van het succes in de VS werd in 2019 een try-out van Smile Safari in Tour & Taxis in Brussel gehouden. Ook daar was het succesvol met een kleine 30.000 bezoekers in drie maanden tijd. Daarom is korte tijd later in het Anspach winkelcentrum een permanente locatie gebouwd. In 2020 werden aanpassingen in het museum aangebracht zodat het geschikter werd om naast foto's ook video's te maken. Hiermee zouden de tiktokkers van hun gading voorzien worden, want veel jongeren zouden van Instagram naar TikTok verhuisd zijn. Door het aanhoudende succes is Smile Safari uitgebreid met een branche in het Franse Rijsel (2021) en een pop-upmuseum in het Westvlaamse Kortrijk (2020–2022).
Nederland volgde spoedig met Wondr in Amsterdam. Anno 2022 telt het land zeven Instagrammusea.

## Impact op museumsector

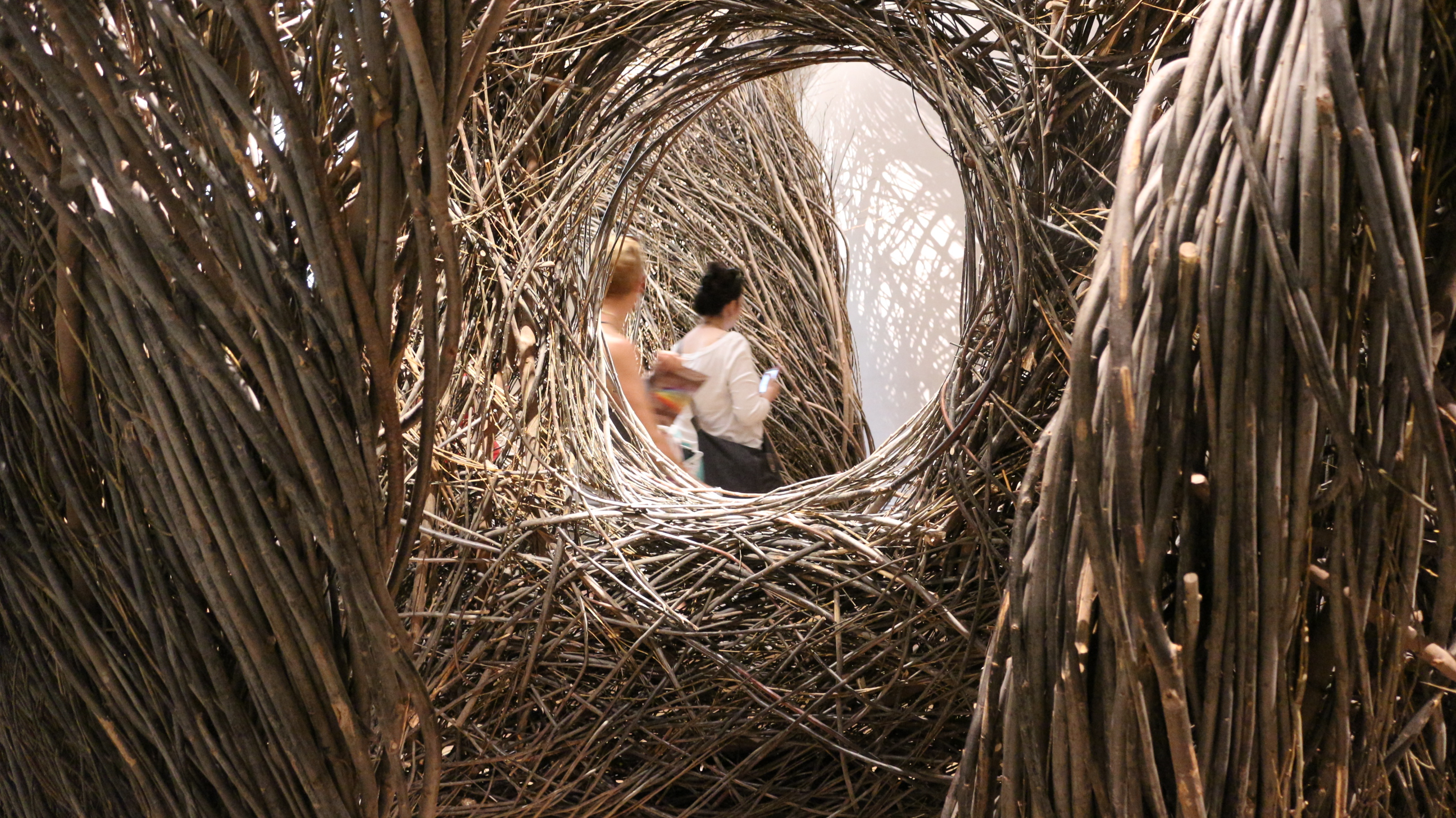
Patrick Dougherty's 'Shindig' is een van de populaire kiekjes onder de bezoekers van de 'Wonder'-tentoonstelling in de Renwick kunstgalerie in Washington D.C.

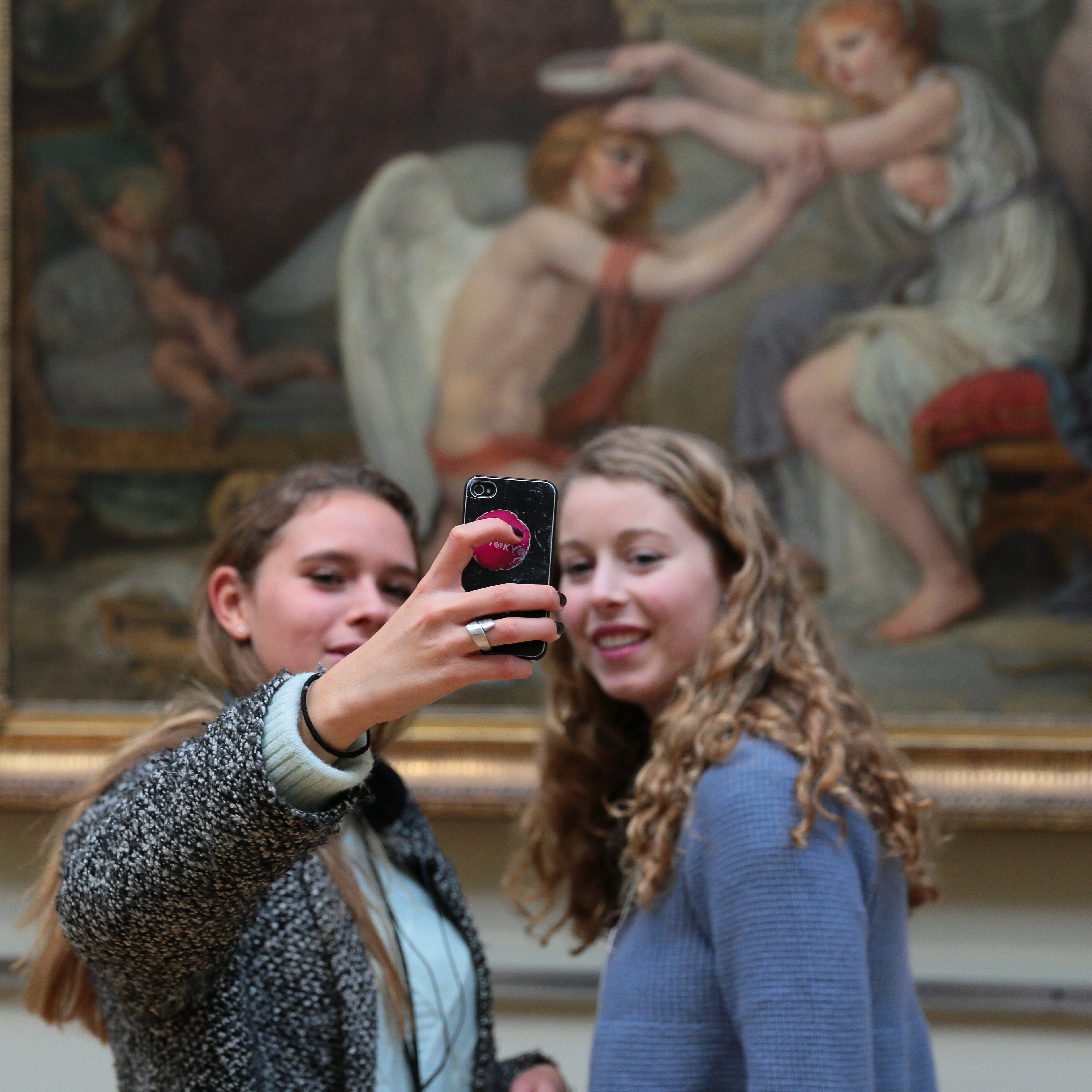
Een selfie in het Museum voor Schone Kunsten te Rijsel

Instagrammusea dragen bij aan de veranderende belevingswijze van bezoekers aan tentoonstellingen. Waar vroeger door de bezoeker het moment met de kunst in het museum intensiever beleefd werd waarbij een foto ter herinnering van het werk genomen werd, wordt anno 2019 door de bezoeker meer gedacht over de esthetica die met de foto bereikt moet worden voor gebruik in sociale media. Hierdoor wordt het moment zelf in het museum minder beleefd als voorheen.
De Renwick kunstgalerie in Washington D.C. was een van de eerste die op de nieuwe ontwikkeling inspeelde: In de herfst van 2015 werd in het kunstgalerij de tentoonstelling 'Wonder' (2015–2016) geopend, waarbij ze de bezoekers uitnodigde foto's te maken. In zes weken tijd sinds de opening trok de galerij meer bezoekers dan ze hadden gedurende het hele voorgaande jaar en het werd trending op Instagram.
Musea spelen in op deze ontwikkeling door hun exposities 'instagramproof' te maken. In navolging van de Instagrammusea worden de regels voor fotografie gevierd en worden zij toegankelijker via sociale media: waar voorheen fotografie aan banden gelegd werd ter bescherming van lichtgevoelige werken en auteursrechten, wordt fotografie inmiddels meer en meer omarmd en zelfs aangemoedigd. De musea houden rekening met de manier waarop hun tentoonstellingen gefotografeerd wordt. Zo zijn er meer interactieve tentoonstellingen waarin de bezoeker centraal staat. Getuige de omhoogschietende bezoekersaantallen, leggen deze aanpassingen het conventionele museum geen windeieren.
Ondanks de groeiende belangstelling voor fotogenieke kunst, wordt niet gevreesd dat in de toekomst het aanbod in de conventionele musea gaat verschralen door alleen maar 'Instagramwaardige' kunst te tonen. Musea gaan met de tijd mee en passen zich aan de mogelijkheden van de technologie om in de groeiende belangstelling voor Instagramwaardige kunst te voorzien, maar ook om de minder fotogenieke beter aan de man te brengen.

## Instagrammusea en voor Instagram interessante plekken

### Instagrammusea
Instagrammusea in Nederland en België in chronologische volgorde van oprichting:
- Smile Safari in Brussel (augustus 2019). Op initiatief van Hannes Coudenys begon het als een pop-upmuseum, waarna wegens succes als permanent museum gebouwd werd. Het heeft een filiaal in Rijsel.[2][20]
- Wondr in Amsterdam (september 2019). Het is de eerste Instagrammuseum in Nederland, hoewel het als 'experience playground' vermarkt wordt.[6][22][23][24]
- Youseum in Amsterdam (oktober 2019) en een filiaal in Leidschendam (juni 2021).[10][11][23][24][25][26][27][28]
- The Upside Down in Amsterdam, opgericht door Anna Nooshin (juli 2020). Dit museum wordt vermarkt als "het grootste interactieve Instagram-museum van Europa".[8][23][28][29]
- LikeLand in Best (december 2020).[24][30]
- Akwart Experience in het Gelderse Elst (juni 2021).[31]
- Supernova Experience in Breda (oktober 2021).[24]

### Voor Instagram interessante musea in Nederland
In de volgende musea bevinden zich diverse voor Instagram geschikte attracties:
- Kröller-Müller Museum in Otterlo – Een grote beeldentuin met fantasievolle plekken en sculpturen.[23]
- Kunsthal in Rotterdam – Mogelijkheid tot het maken van eigen kunstwerken door de bezoeker. Een tamponkroonluchter van Joana Vasconcelos.[5][23]
- NXT Museum in Amsterdam – Met multi-zintuiglijke installaties worden de zintuigen geprikkeld en de ruimtes op bijzondere manier ervaren.[23]
- Museum Voorlinden in Wassenaar – Diverse fotogenieke kunstwerken, waaronder het beroemde 'Swimming Pool' (2016) van Leandro Erlich, een zwembad waar de bezoeker in kan, en hyperrealistische en reusachtige mensenfiguren. De spiegelkamer van Yayoi Kusama.[5][23][24][28]
- Moco Museum in Amsterdam – Fotogenieke kunst van onder anderen Banksy en Warhol. Ruimtelijke ervaringen middels onder andere de Digital Immersive Art-tentoonstelling, dat ingericht is als een spiegeldoolhof met dansende lichtjes, felle kleuren en voor Instagram geschikte hoekjes. De 3D-versie van Roy Lichtensteins schilderij 'Bedroom at Arles'.[5][23][24][28]
- Stedelijk Museum Amsterdam – Onder meer Drifter (2018), het 'zwevende betonblok' van Studio Drift.[5][28][32]
- FloriWorld te Aalsmeer – Selfiehoekjes.[24]
- Tropenmuseum te Amsterdam – De kawaii-knuffelkamer van Sebastian Masuda.[5]
- ArtZuid te Amsterdam – De box vol blauwe stroken plastic van Jesús Rafael Soto.[5]
- Motion Imagination Experience te Eindhoven – Lichtmuseum en belevingsspektakel ('experience').[33][34]

### Voor Instagram interessante plekken in België
Het boek Smile safari – Instagramgids voor de mooiste fotolocaties in België (2021) geeft een lijst van voor Instagram interessante plekken in Belgische stad en natuur, musea, evenementen en sociale media-tours, waaronder:
- De retro aankleding met onder andere oranje industriële afvoerbuizen maakt het dat de Brusselse Metrostation Pannenhuis, Laken weg heeft van een set uit Stanley Kubricks futuristische 2001: A Space Odyssey.
- De roze gangen en kleedkamers van de Stedelijke Sporthal Genk, Genk.
- Cereal Corner, Brussel.
- Het mierzoete poppenhuisje van Cantine Clementine, Hasselt.
- De gewelfde LabOvo van Koen Vanmechelen, een lichtgrijs paviljoen dat deel uitmaakt van Labiomista. Het ligt in het Cosmopolitan Culture Park, Genk.
- Wit sculptuur Memento door Wesley Meuris, op de stedelijke begraafplaats van Borgloon.

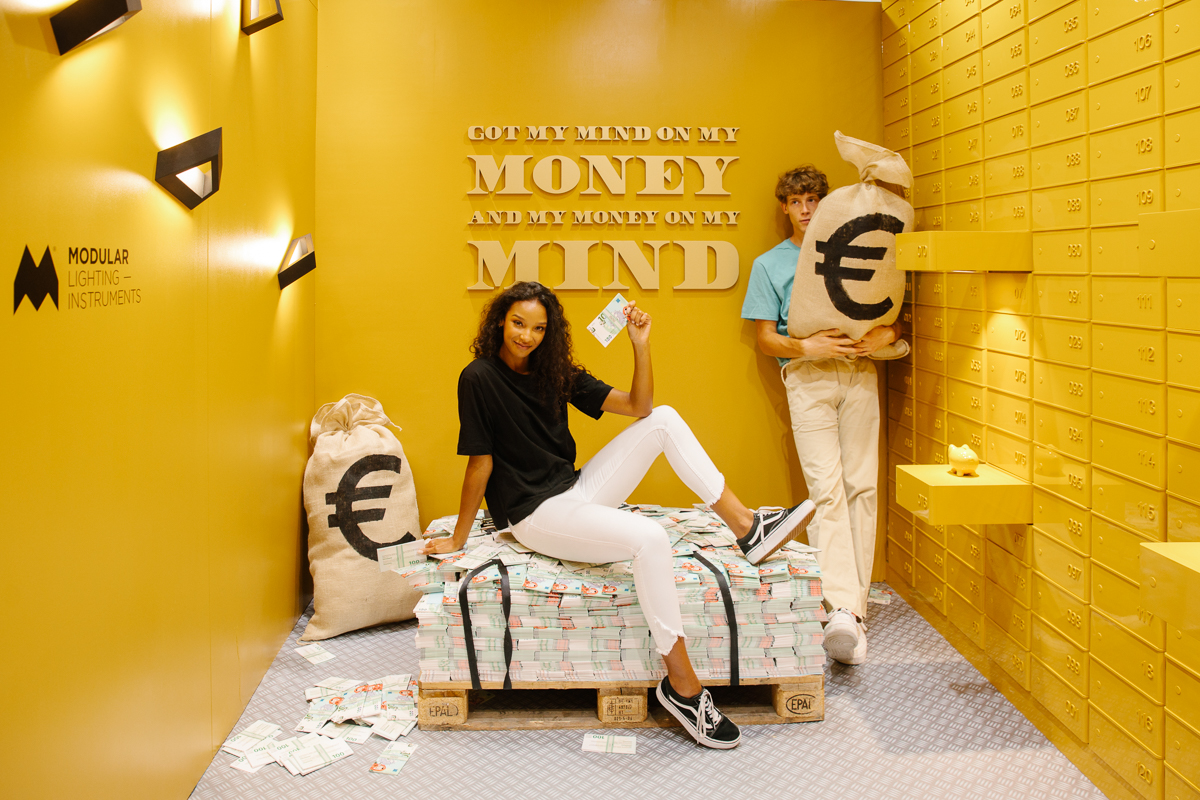
Goudkluis in Smile Safari
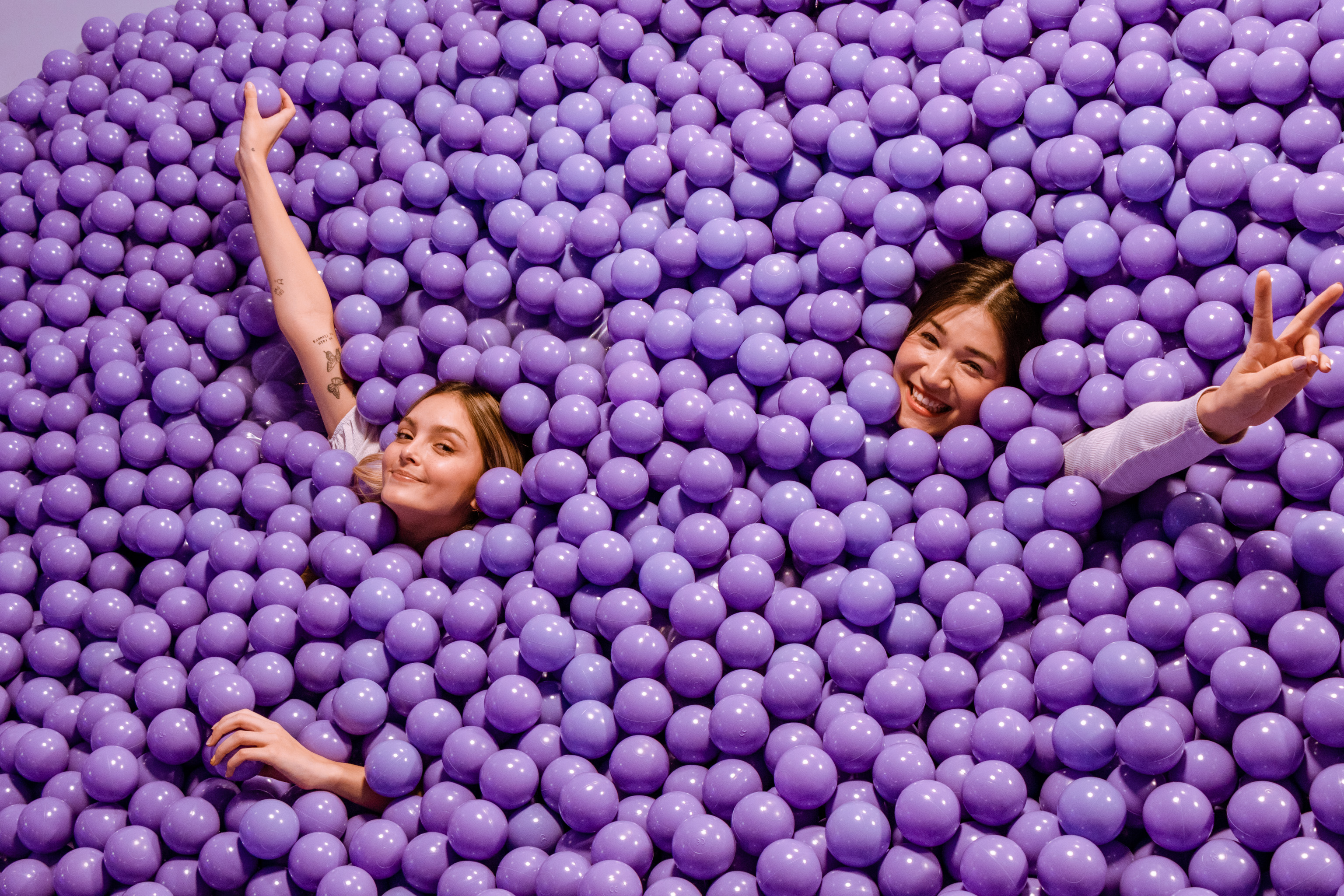
Een ballenbad is in de meeste Instagrammusea wel te vinden
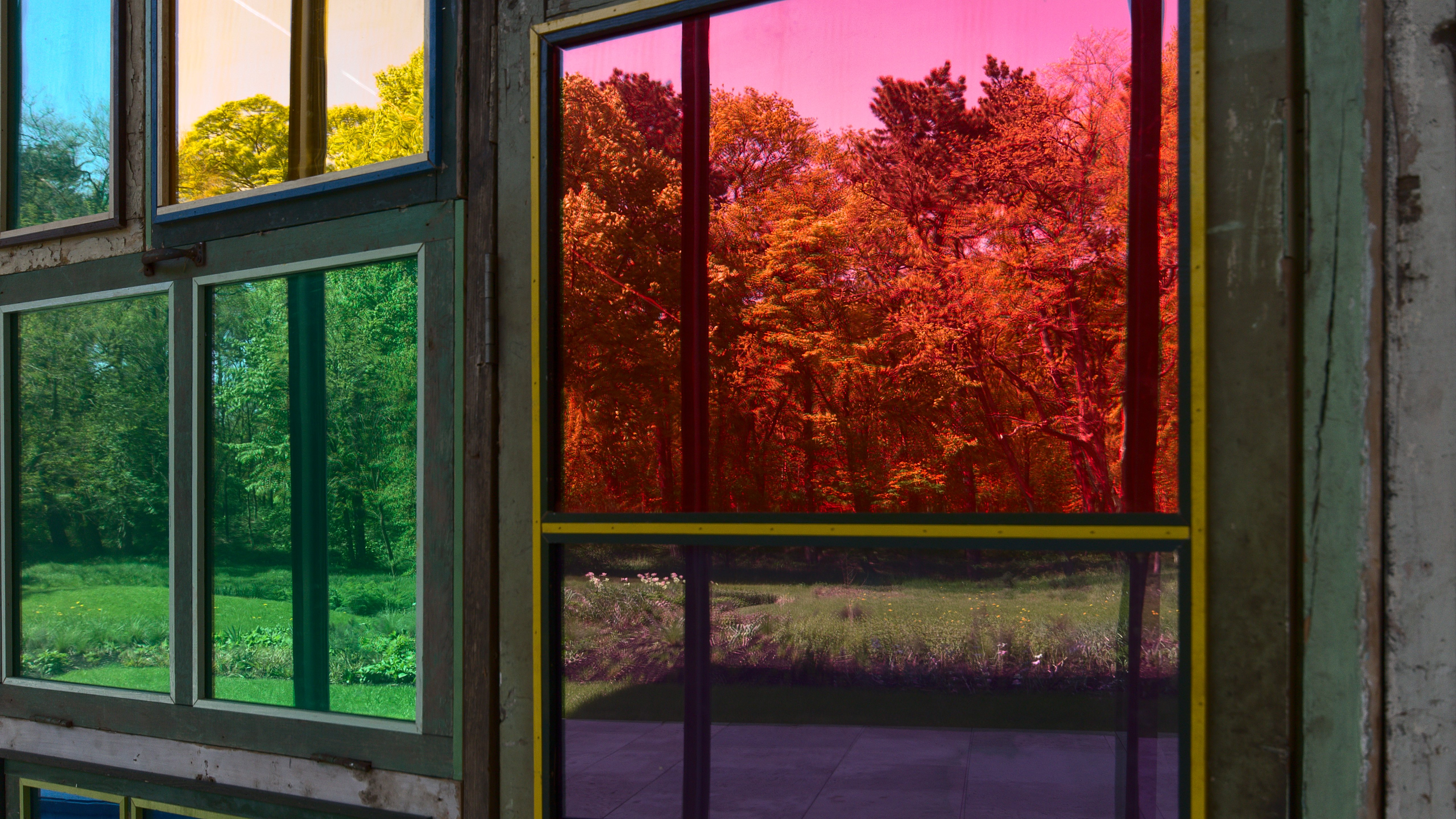
'Through the wall' van Song Dong in Museum Voorlinden
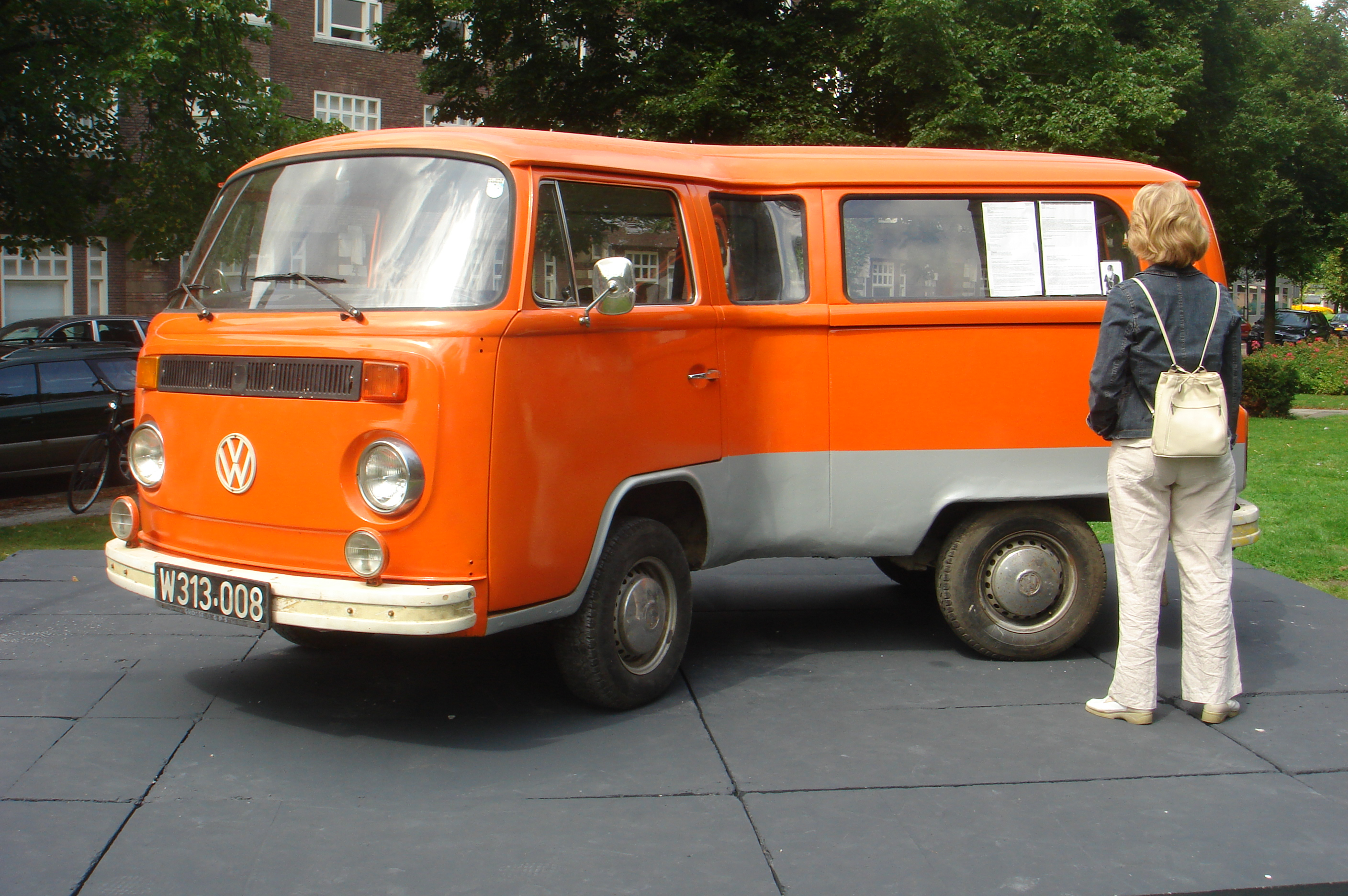
Kunstwerk op ArtZuid
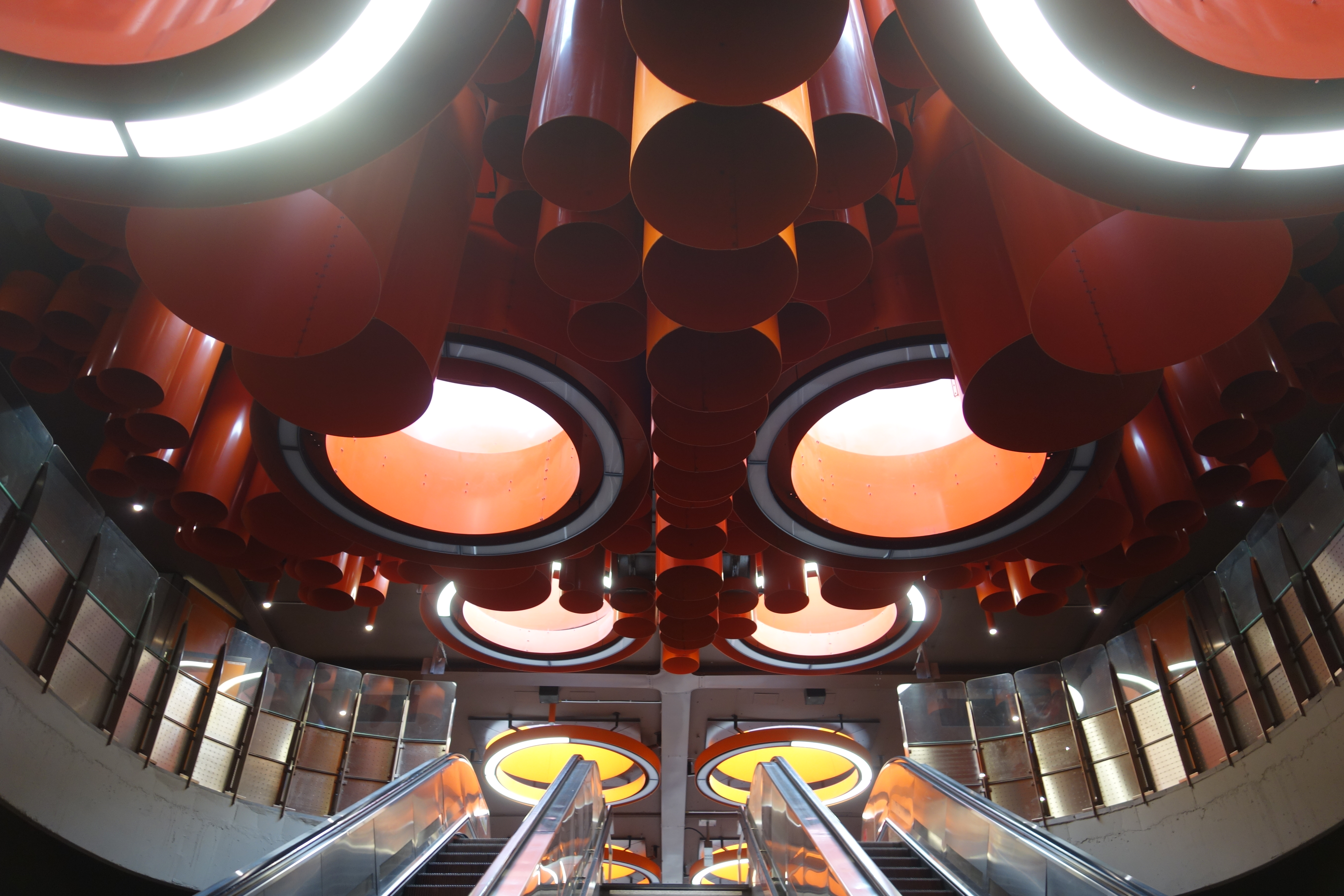
Metrostation Pannenhuis
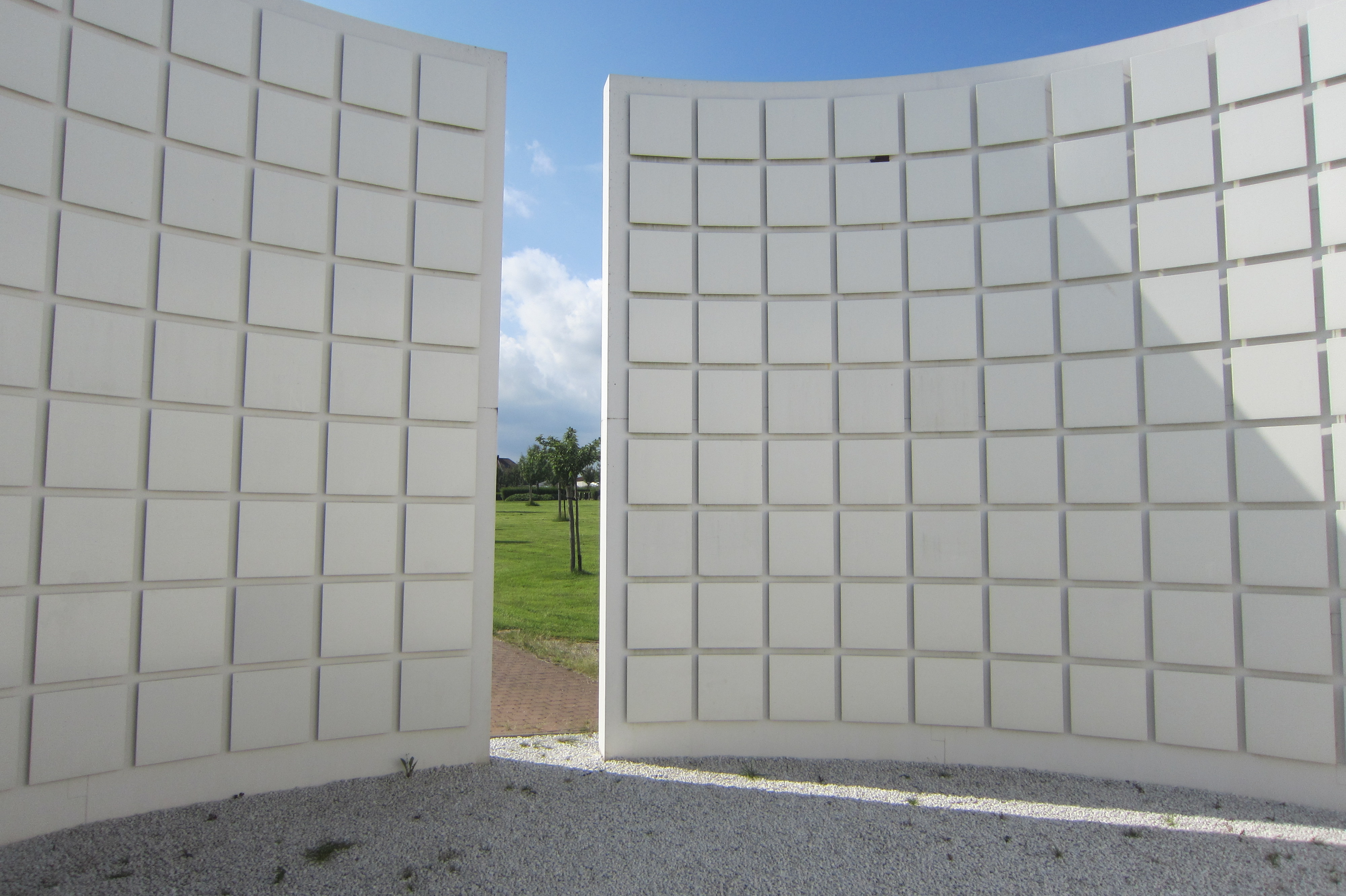
Memento door Wesley Meuris, stedelijke begraafplaats Borgloon

### Meer lezen
Over de impact van voor Instagram geschikte tentoonstellingen:
- Albert Kok, Spetterende selfie? Naar Voorlinden!. Algemeen Dagblad (17 februari 2019). Gearchiveerd op 18 januari 2022.
- (en) Chiara Palsgraaf, The impact of Instagrammable Exhibitions. Diggit Magazine (20 maart 2020). Gearchiveerd op 8 januari 2022. Geraadpleegd op 8 januari 2022.